# جگر ماریا
جگر ماریا (اوکراینی: Марія Володимирівна Лівер؛ زادهٔ ۱۱ نوامبر ۱۹۹۰) ورزشکار ورزش شنا اهل اوکراین است.
وی در مسابقات کشوری و بین‌المللی در مجموع برندهٔ ۱ مدال طلا شده‌است.